# Oyón (localidad)
Oyón (oficialmente Oyón/Oion) es un concejo del municipio de Oyón, en la provincia de Álava, País Vasco (España).

## Demografía
| Gráfica de evolución demográfica de Oyón entre 2000 y 2017  |
|                                                             |
| Población de derecho según los censos de población del INE. |